# بهمن آقارضی درمنی
بهمن آقارضی درمنی دیپلمات و سیاستمدار اهل ایران است

## کارنامه‌
- کارشناس ارشد دفتر مطلعات وزارت خارجه ۱۳۹۸
- سفیر ایران در ازبکستان ۱۳۹۴ تا ۱۳۹۸
- مشاور معاون آسیا و اقیانسیه وزیر خارجه ۱۳۹۲ تا ۱۳۹۴
- کارشناس ارشد دفتر مطعالاعات وزارت خارجه ۱۳۸۴ تا ۱۳۹۲
- مدیر کل آسیا غربی ۱۳۸۱ تا ۱۳۸۴
- سفیر ایران در قبرس ۱۳۷۷ تا ۱۳۸۱
- معاون مدیرکل شرق اسا ۱۳۷۴ تا ۱۳۷۷
- معاون مدیرکل دفتر برسی‌های سایسی ۱۳۷۲ تا ۱۳۷۴
- کارشناس سیاسی سفارت ایران در سویس ۱۳۶۷ تا ۱۳۷۲
- کارشناس سیاسی اداره کل بربسی‌های سیاسی ۱۳۶۵ تا ۱۳۶۷[۱]